# غراهام ستريتر
غراهام ستريتر (بالإنجليزية: Graham Streeter)‏ هو مصور سينمائي وكاتب سيناريو ومخرج أمريكي، ولد في 22 يناير 1964.

## وصلات خارجية
- غراهام ستريتر على موقع IMDb (الإنجليزية)
- غراهام ستريتر على موقع أول موفي (الإنجليزية)
- غراهام ستريتر على موقع قاعدة بيانات الفيلم (الإنجليزية)
- غراهام ستريتر على موقع كينوبويسك (الروسية)